# Microplexia albopicta
Microplexia albopicta är en fjärilsart som beskrevs av Saalmüller 1891. Microplexia albopicta ingår i släktet Microplexia och familjen nattflyn. Inga underarter finns listade i Catalogue of Life.